# 匈牙利國防軍
匈牙利国防军（匈牙利語：Magyar Honvédség），为匈牙利的武装力量，包含匈牙利陆军以及匈牙利空军。现役10万人（2012年），预备役2.5万。
匈牙利实行义务兵役制，士兵服役期为9个月。“国防日”为5月21日。

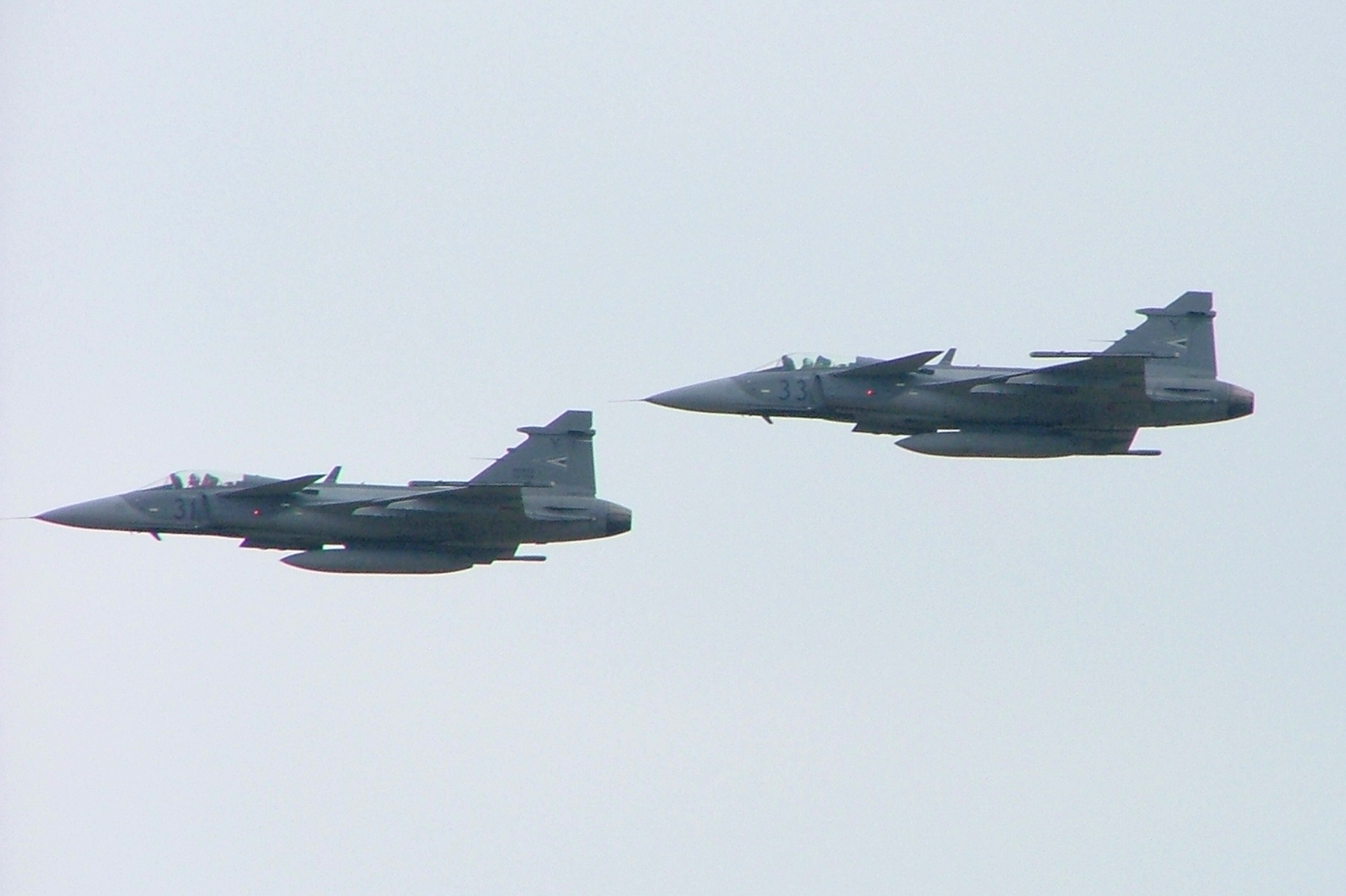
JAS-39戰機
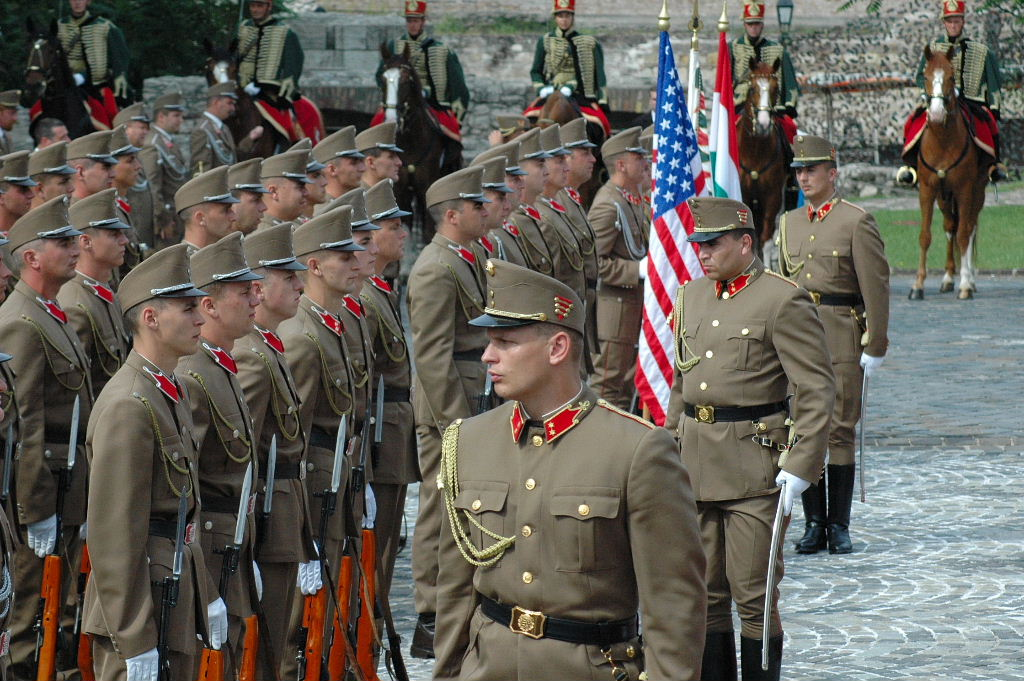
匈牙利陸軍
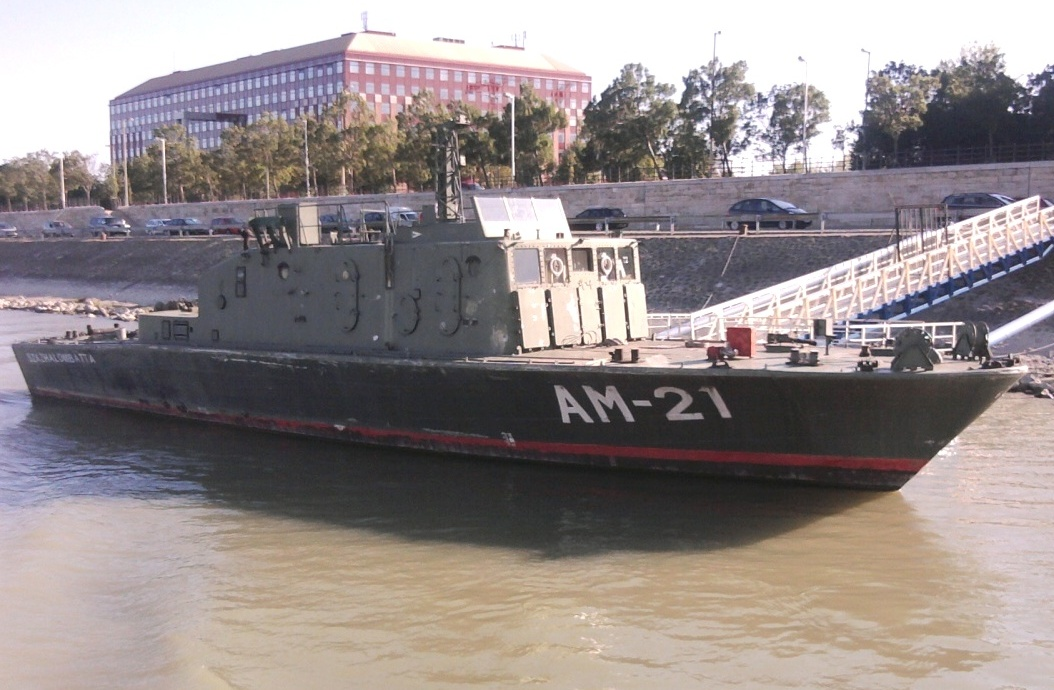
AM 21巡邏船
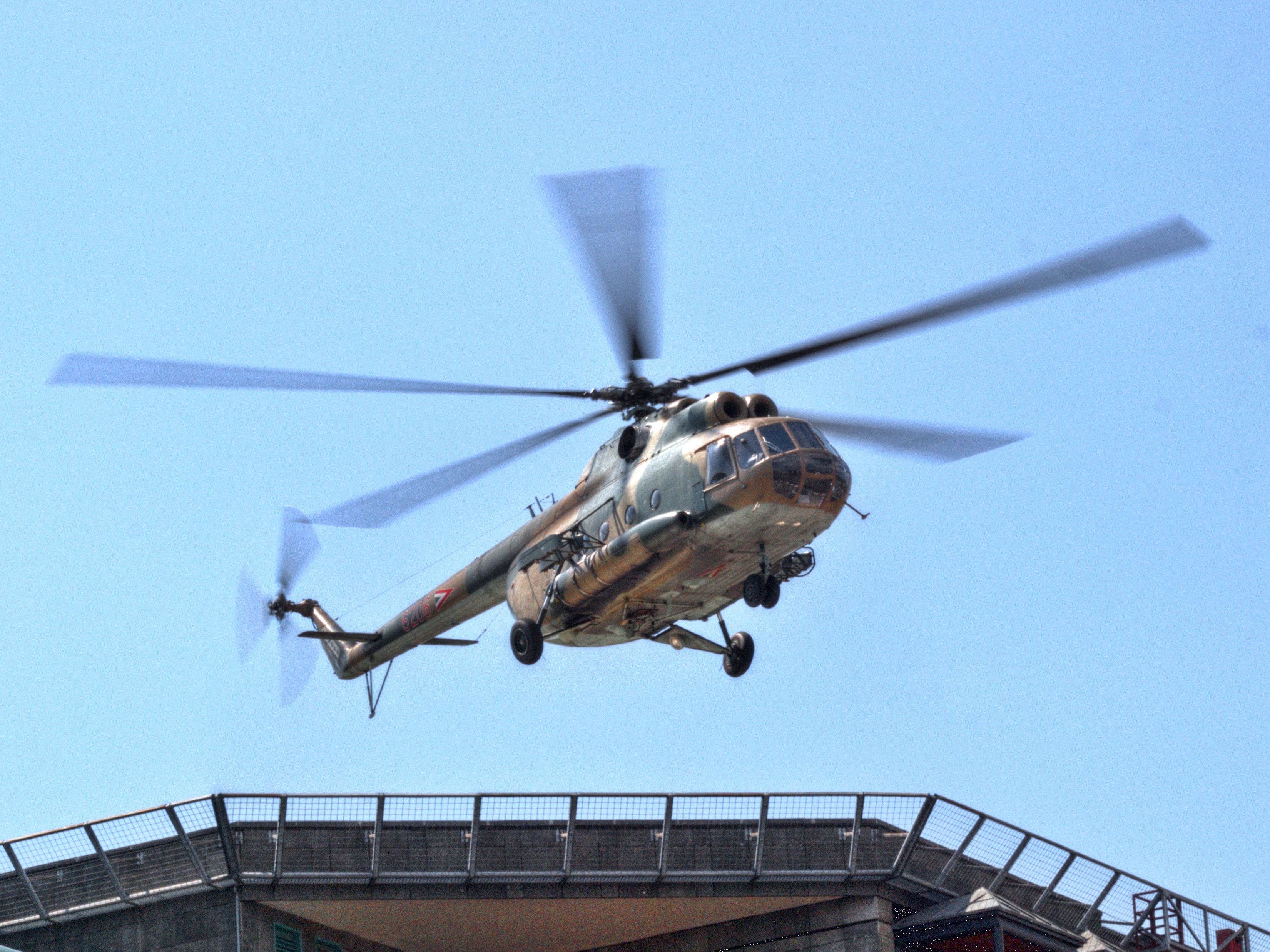
Mi-8
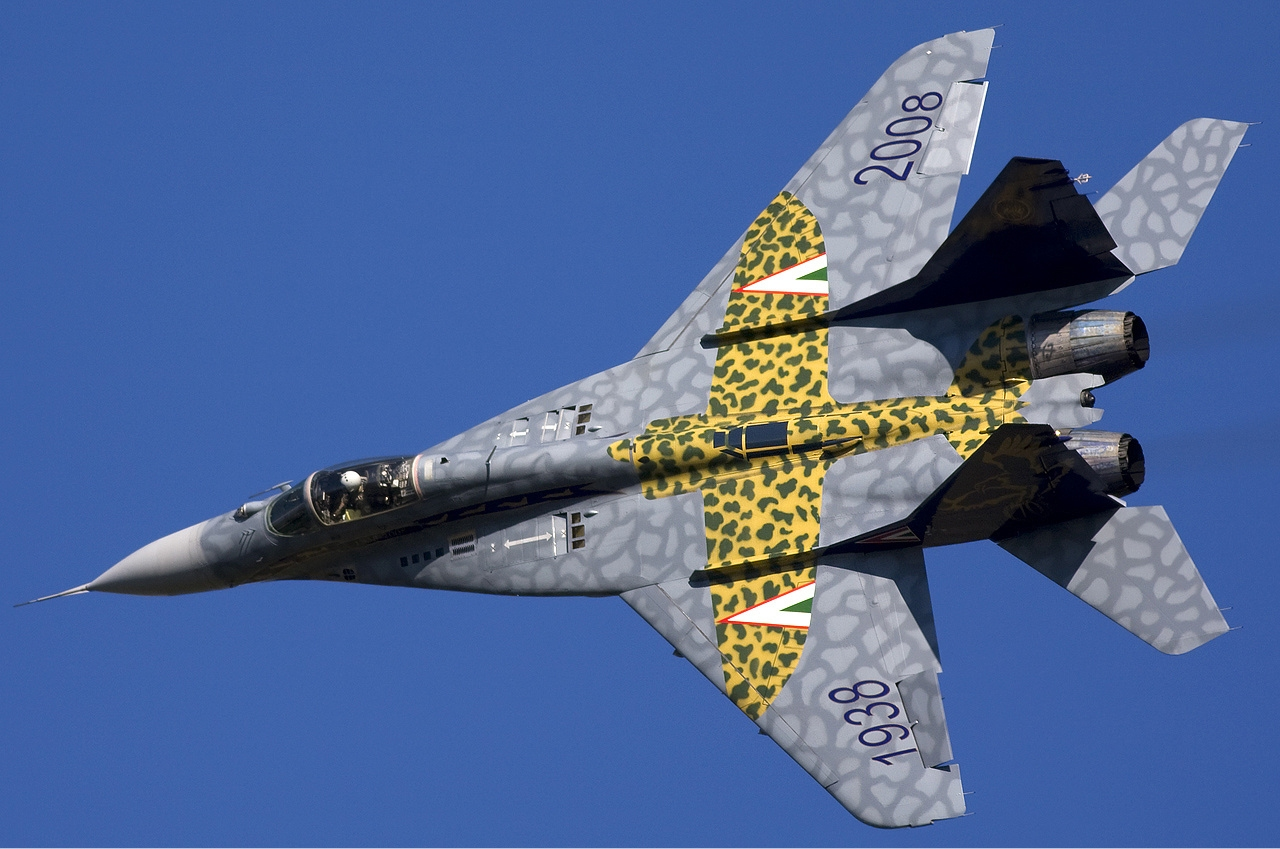
米格-29
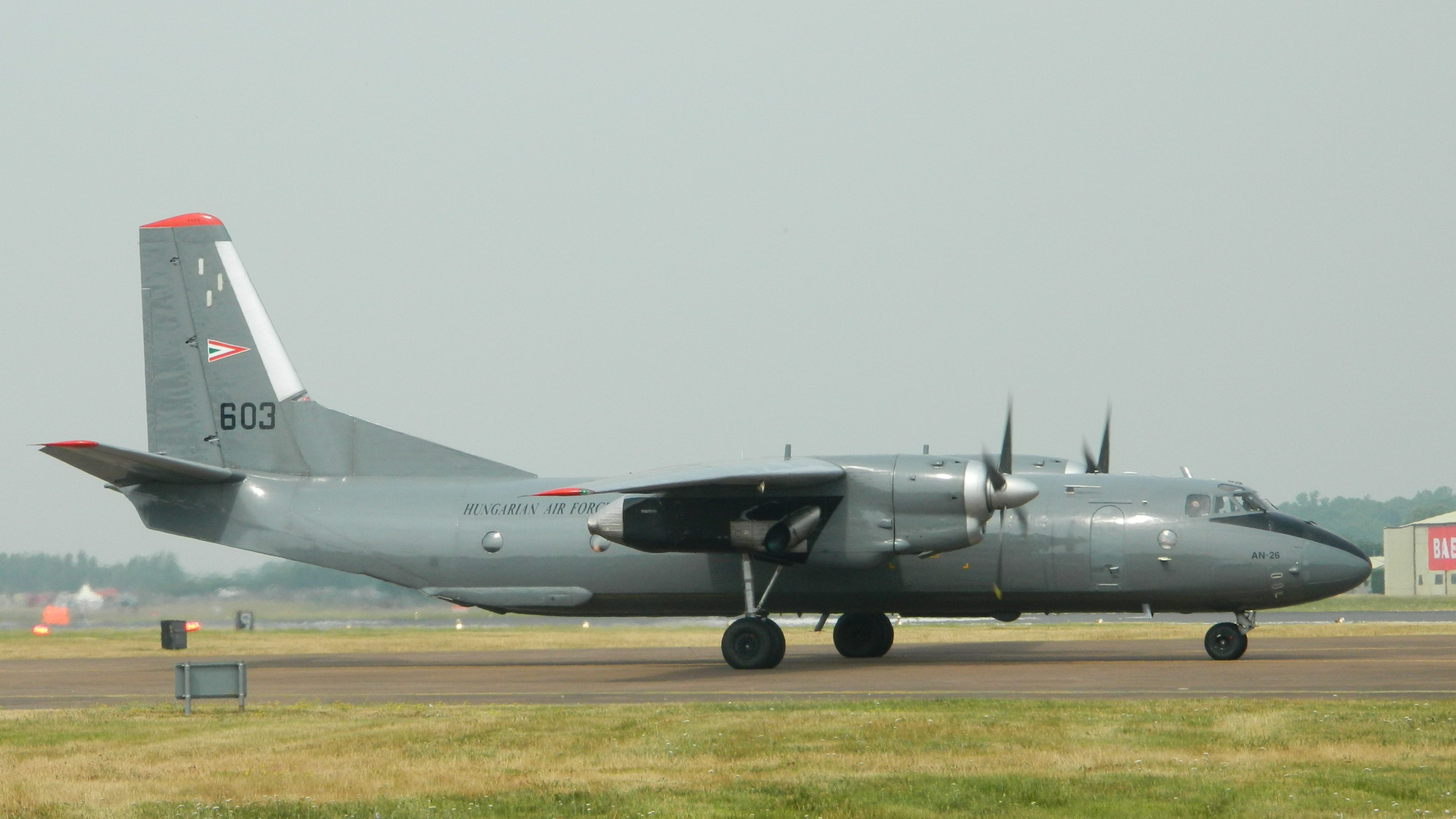
An-26運輸機
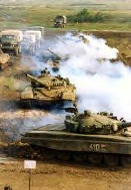
T-72